# Jakov II., kralj Škotske
Jakov II. (eng. James II) (Edinburgh, Škotska, 16. listopada 1430. – Roxburgh, 3. kolovoza 1460.), škotski kralj od 1437. do smrti, 1460. godine; odvjetak dinastije Stuart. Bio je prvi vladar nakon kralja Kennetha MacAlpina, iz 9. stoljeća, koji se nije okrunio u Sconeu.

## Životopis
Bio je jedini preživjeli sin škotskog kralja Jakova I. i kraljice Joane Beaufort. Imao je svega šest godina u trenutku očeve smrti, 1437. godine, što je za posljedicu imalo sukob između tri protivničke obitelji (Crichton, Livingstone i Douglas) oko borbe za kontrolu nad maloljetnim kraljem. Još jedna posljedica kraljeve malodobnosti, bilo je urušavanje kraljevskog autoriteta i vlasti te slabljenje države. Poslije ubojstva njegova oca, njegova majka Joan se obračunala s ubojicama svoga supruga kako bi zaštitila maloljetnog Jakova II. te je na kraju dala nemilosrdno mučiti i smaknuti muževa atentatora, Waltera Stewarta, grofa od Atholla.
Godine 1449. kralj Jakov II. vjenčao se s Marijom od Gueldersa i preuzeo kraljevske dužnosti, nakon čega mu je prva zadaća bila povratiti propali kraljevski autoritet. Iz tog razloga, odmah je oduzeo posjede Livingstonima i sklopio primirje s moćnim Douglasima, koje je potrajalo do 1450. godine. Kada je grof William Douglas, opet ugrozio kraljevsku vlast, Jakov II. se sukobio s njime i izbo ga na smrt u veljači 1452. godine. Tri godine kasnije, uništio je Douglasove dvorce i zaplijenio njihove brojne posjede, a prihode s tih imanja iskoristio je za jačanje središnje vlasti i unapređenje sudske administracije i prava.
Nakon što je osigurao vlast u državi, okrenuo se prema jugu, gdje je opsjeo dvorac Roxburgh, posljednje englesko uporište u Škotskoj, preostalo iz vremena škotskih ratova za neovisnost. Poginuo je za vrijeme opsade, u trenutku kada je eksplodirao top u njegovoj blizini. Naslijedio ga je devetogodišnji sin, Jakov III.